# Jean-Jacques Goy
Pour les articles homonymes, voir Goy (homonymie).
Jean-Jacques Goy est un médecin cardiologue suisse né le 23 juin 1954. Il est pionnier au XXe siècle de l'angioplastie coronarienne transluminale et de la mise en place d'endoprothèses coronariennes ou stents[réf. souhaitée].

## Biographie
Jean-Jacques Goy a commencé son activité de cardiologue en 1980 à Lausanne. Il a eu la chance d'assister aux développements de toute la cardiologie, puisque l'ultrason cardiaque, l'électrophysiologie n'existaient pratiquement pas. En 1984 il part se former à Londres au Heart Hospital et lorsqu'il revient en 1985 il effectue les premières ablations par cathéter pour traiter les arythmies.
En 1986 il assiste le Pr Ulrich Sigwart lors de la mise en place des premiers stents coronaires. En parallèle il met sur pied le programme de greffes cardiaques du CHUV de Lausanne avec le Pr H. Sadeghi. Ne pouvant rester actif dans tous les domaines de la cardiologie qui se développent à une très grande vitesse, il focalise son activité sur le traitement de la maladie coronaire à savoir la cardiologie interventionnelle coronaire et structurelle.
Entre 1987 et 1989 il est le premier cardiologue en ville de la Chaux de Fonds et met sur pied l’unité de cardiologie de l’hôpital de la ville[réf. souhaitée].
En 1999 il quitte le CHUV et commence une activité à Hirslanden Clinique Cecil. Depuis 2007 il est aussi actif en salle de cathétérisme cardiaque à l’hôpital cantonal de Fribourg,.
Auteur de près de 200 publications dont certaines font référence notamment dans le traitement des lésions coronaires de l'IVA,, il a toujours une activité académique puisque, après avoir été professeur de cardiologie à l’Université de Lausanne, il devient professeur titulaire à l'Université de Fribourg.
Il est affilié à plusieurs sociétés dont la Société suisse de cardiologie, la Société française de cardiologie et la Société européenne de cardiologie,.

## Activité humanitaire
En 2012 il formalise son activité humanitaire et créé la fondation Une chance, un cœur, qui a pour but de traiter des jeunes adultes et des enfants ayant des problèmes cardiaques venant de pays défavorisés.